# Жогатин
Жогатин (пол. Żohatyn) — село в Польщі, у гміні Бірча Перемишльського повіту Підкарпатського воєводства.
Населення — 160 осіб (2011).
До 1954 року існувала гміна Жогатин.

## Назва
У 1977—1981 рр. в ході кампанії ліквідації українських назв село називалося Мєндзилєсє (пол. Międzylesie).

## Географія
Село знаходиться на відстані 2 кілометри на південний захід від центру гміни села Бірчі, 25 кілометрів на південний захід від центру повіту міста Перемишля і 52 кілометри на південний схід від адміністративного центру воєводства — міста Ряшева.

## Історія
В XI-XIII століттях на цих землях існувало Перемишльське руське князівство зі столицею в Перемишлі, яке входило до складу Галицького князівства, а пізніше Галицько-Волинського князівства.
Після захоплення цих земель Польщею територія в 1340–1772 роках входила до складу Перемишльської землі Руського воєводства Королівства Польського. В 1441 році село було закріпачене на волоському праві. Саме село, що лежить на границі Перемишльської та Сяноцької землі, належало до останньої.
Наступна згадка про село припадає на 1452 рік, коли згадується Паско, князь Загочина (пол. Pasco knyasz de Zahoczina).
В 1465 році згадується князь Іванко.
З 1519 року село було власністю Стадницьких (пол. Stadnickich), а з 1586 року — Красицьких (пол. Krasickich).
В 1772 році внаслідок першого поділу Польщі територія відійшла до імперії Габсбургів. :До 1918 року — судовий округ Бірча, Добромильський повіт, Королівство Галичини та Володимирії, Австро-Угорщина.
За переписом 1900 року в селі було 162 житлові будинки і 1000 жителів, за конфесіями: 810 грекокатоликів, 179 римокатоликів і 11 юдеїв, було 95 коней, 389 голів великої рогатої худоби і 33 свині, селяни володіли 950 га землі. А на землях фільварку площею 390 га були 4 будинки і проживало 6 мешканців, за конфесіями: 2 римокатолики, 1 грекокатолик і 3 юдеї; були 2 коні та 9 голів великої рогатої худоби. Загалом було 1340 га угідь (з них 1318 га оподатковуваних: 575 га ріллі, 80 га лук, 11 га садів, 247 га пасовищ і 405 га лісу).(нім.)
Після розпаду Австро-Угорщини і утворення ЗУНР, це село Надсяння (як й інші етнічні українські території) внаслідок кривавої польсько-української війни було окуповане військами Другої Речі Посполитої.
До 1939 року Жогатин належав до Добромильського повіту, в 1934—1939 рр. був адміністративним центром ґміни. 1939 року населення Жогатина становило 1160 мешканців, серед яких 970 українців-греко-католиків, 80 українців-римокатоликів, 80 поляків та 30 євреїв.
Після нападу 1 вересня 1939 року Третього Рейху на Польщу й початку Другої світової війни та вторгнення СРСР до Польщі 17 вересня 1939 року Жогатин, що знаходиться на правому, східному березі Сяну, разом з іншими навколишніми селами відійшов до СРСР і ввійшов до складу Бірчанського району (районний центр — Бірча) утвореної 27 листопада 1939 року Дрогобицької області УРСР (обласний центр — місто Дрогобич).
З початком німецько-радянської війни село вже в перший тиждень було зайняте військами вермахту.
З 1942 року село належить до Перемиського повіту.
В кінці липня 1944 року село було захоплене Червоною Армією.
13 серпня того ж року розпочато мобілізацію українського населення Дрогобицької області до Червоної Армії (облвоєнком — підполковник Карличев).

Ікона Преображення Господнього із села Жогатин (XV ст.)

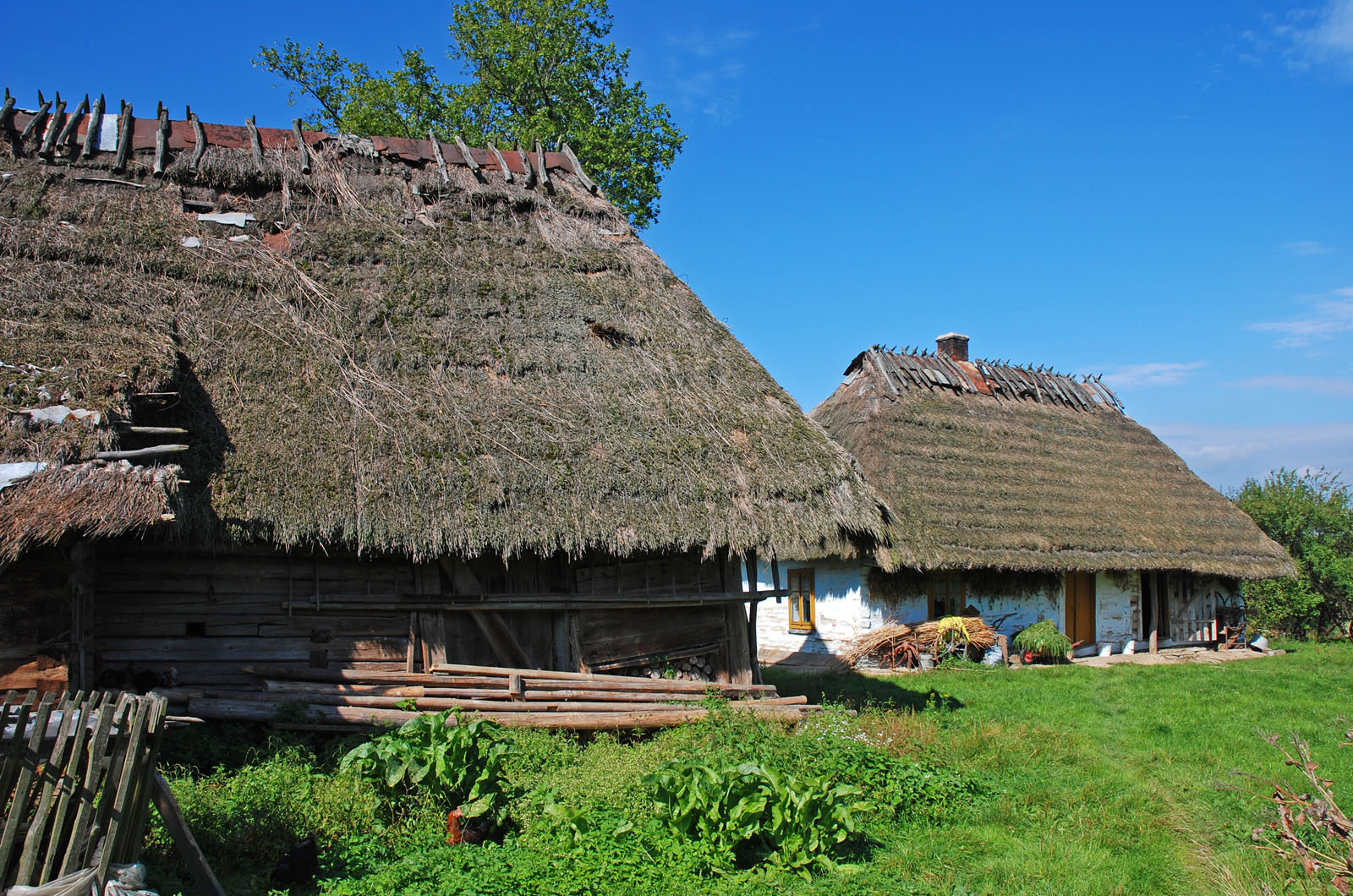
Жогатин — стодола й хата

До 1945 року в селі знаходилося керівництво гміни, до території котрої, крім власне Жогатина, входили також навколишні населені пункти Борівниця, Котів, П'яткова, Тарнавка та Явірник-Руський, а населення гміни нараховувало близько 6500 осіб.
В березні 1945 року Жогатин, як і весь Бірчанський район з районним центром Бірча, Ліськівський район з районним центром Лісько та західна частина Перемишльського району включно з містом Перемишль зі складу Дрогобицької області передано Польщі.
Москва підписала й 16 серпня 1945 року опублікувала офіційно договір з Польщею про встановлення лінії Керзона українсько-польським кордоном та, попри бажання українців залишитись на рідній землі, про передбачене «добровільне» виселення приблизно одного мільйона українців з «Закерзоння», тобто Підляшшя, Холмщини, Надсяння і Лемківщини.,
Розпочалося виселення українців з рідної землі. Проводячи депортацію, уряд Польщі, як і уряд СРСР, керувалися Угодою між цими державами, підписаною в Любліні 9 вересня 1944 року, але, попри текст угоди, у якому наголошувалось, що «евакуації підлягають лише ті з перелічених (…) осіб, які виявили своє бажання евакуюватися і щодо прийняття яких є згода Уряду Української РСР і Польського Комітету Національного Визволення. Евакуація є добровільною і тому примус не може бути застосований ні прямо, ні посередньо. Бажання евакуйованих може бути висловлено як усно, так і подано на письмі», виселення було примусовим і з застосуванням військових підрозділів.

Проєкт церкви св. Димитрія у Жогатині, арх. Євген Нагірний, 1927 р

Українське населення села, якому вдалося уникнути депортації до СРСР, птрапило в 1947 році під етнічну чистку під час проведення Операції «Вісла» і було виселено на ті території у західній та північній частині польської держави, що до 1945 належали Німеччині.
| «В 1970-х роках польські комуністичні верховоди у Варшаві видали розпорядження про зміну назв усіх населених пунктів на Закерзонні, які звучали по-українськи, на назви, які б звучали чисто по-польськи. Але згодом від виконання цього розпорядження відступили. Сталося це під тиском польських прогресивних сил, а також під тиском міжнародної думки.[16]" |
Тому, як і деякі інші села, де раніше переважало українське населення (наприклад,Гораєць), Жогатин наприкінці 70-х років 20 століття було перейменовано й декілька років село мало назву Міжлісся (пол. Międzylesie).
У 1975—1998 роках село належало до Перемишльського воєводства.

## Церква святого Дмитрія

Церква у Жогатині в процесі демонтажу

Існування парафіяльної церкви в Жогатині було зафіксовано у 1530 році. У ХІХ столітті вона стала філіальною парафії у Явірнику Руському Бірчанського деканату Перемишльської єпархії. Невідомо, як виглядали попередні споруди, але в 1928 році була зведена остання церква св. Димитрія, за проєктом Євгена Нагірного. Споруда була знищена у 1960-х роках.

## Населення
Демографічна структура станом на 31 березня 2011 року:
|          | Загалом | Допрацездатний вік | Працездатний вік | Постпрацездатний вік |
| -------- | ------- | ------------------ | ---------------- | -------------------- |
| Чоловіки | 77      | 21                 | 50               | 6                    |
| Жінки    | 83      | 23                 | 45               | 15                   |
| Разом    | 160     | 44                 | 95               | 21                   |

- 1785 — 420 мешканців (340 греко-католиків, 70 римо-католиків, 10 євреїв)
- 1921 — 189 будинків та 1013 мешканців (839 греко-католиків, 139 римо-католиків, 35 юдеїв)
- 1939 — 1160 мешканців, з них 1050 осіб, або більше 90,5 %, українців (970 греко-католиків та 80 римо-католиків), 80 поляків римо-католиків (менше 7 %), 30 євреїв (менше 3 %)[5].